# سرمشو
شهر سرمشو (به رومانیایی: Sărmaşu) در شهرستان موره در کشور رومانی واقع شده‌است. جمعیت این شهر ۷٬۴۹۳ نفر  است.